# Ten Sharp
Ten Sharp – holenderski popowy zespół muzyczny, rozpoznawalny za sprawą hitu You z 1991. Zespół liczy dwóch członków — Marcel Kapteijn (wokal) i Niels Hermes (keyboard).
W latach 90. Ten Sharp był znany w Europie i obu Amerykach, lecz pozostał typowym "zespołem jednego przeboju".
Od 1985 zespół cieszył się w rodzimym kraju popularnością dzięki przebojom When The Snow Falls, Last Words i Japanese Love Song. Później basista Ton Groen odłączył się i ostatecznie zespół stanowią Marcel Kapteijn i Niels Hermes. W tym składzie wydano piosenkę You (album "Under the Water-Line"), która stała się międzynarodowym hitem (10. miejsce w Wielkiej Brytanii, 4. w Niemczech, 4. w Szwajcarii). Kolejny utwór Ain't My Beating Heart nie pobił jednak popularności You.
W 2003 zespół wydał swój ostatni album. Grupa nadal prowadzi regularne koncerty, jednak głównie na terenie ojczystego kraju.
W 2009 zespół wypuścił kilka nowych wersji swojego przeboju You.

## Dyskografia

### Albumy
- 1991: "Under the Water-Line"
- 1993: "The Fire Inside"
- 1995: "Shop Of Memories"
- 1996: "Roots Live"
- 2000: "Everything & More (The Best Of)"
- 2003: "Stay"

### Single
- 1985: "When the Snow Falls"
- 1985: "Japanese Lovesong"
- 1986: "Last Words"
- 1987: "Way of the West"
- 1991: "You"
- 1991: "Ain't My Beating Heart"
- 1991: "When the Spirit Slips Away"
- 1991: "When the Snow Falls"
- 1992: "Rich Man"
- 1993: "Dreamhome (Dream On)"
- 1993: "Lines on Your Face"
- 1994: "Rumours in the City"
- 1994: "After All the Love Has Gone"
- 1995: "Feel My Love"
- 1995: "Shop of Memories"
- 1996: "Whenever I Fall"
- 1996: "Old Town"
- 1996: "Howzat"
- 1997: "Harvest for the World"
- 2000: "Beautiful"
- 2000: "Everything"
- 2003: "One Love"

## Single na "Liście Przebojów Trójki"
| Rok  | Tytuł        | Najwyższa pozycja | Liczba tygodni |
| ---- | ------------ | ----------------- | -------------- |
| 1992 | You          | 9                 | 14             |
| 1992 | Rich Man     | 27                | 7              |
| 1995 | Feel My Love | 41                | 7              |